# Cherufe
Der Cherufe ist ein riesenhaftes Fabelwesen der Mapuche im Grenzbereich von Chile und Argentinien.

## Beschreibung
Der Legende nach ist der Cherufe eine menschenfressende Lava-Kreatur, die in Vulkanen haust und der Verursacher von Erdbeben und Vulkanausbrüchen ist.
Der einzige Weg, seine Zerstörungswut zu besänftigen, ist ein Menschen-Opfer, das in den Vulkan hineingestoßen wurde. Ähnlich wie den Drachen der europäischen Mythologie soll der Cherufe Jungfrauen bevorzugen. Der Cherufe soll, nachdem er mit seiner Mahlzeit fertig war, die Köpfe seiner Opfer angezündet und aus dem Vulkan geschleudert haben.
Der Ursprung dieses Mythos war vermutlich, eine Erklärung für geologische Vorkommnisse wie Vulkanausbrüche und Erdbeben zu finden.